# La Prensa (Panama-Stadt)
La Prensa ist eine spanischsprachige Tageszeitung aus Panama-Stadt. Sie wurde 1980 von Roberto Eisenmann nach seiner Rückkehr aus dem Exil in den Vereinigten Staaten gegründet. Ihre Auflage beträgt 65.000 Exemplare (2010).
Eisenmanns Ziel war es, eine Zeitung zu etablieren, die frei von staatlichem Einfluss ist. Um die Unabhängigkeit von La Prensa zu gewährleisten, liegt die Leitung bei einem neunköpfigen Direktorium, das von den Aktionären der Zeitung gewählt wird.